# Zoothera neilgherriensis
Zoothera neilgherriensis — вид воробьиных птиц из семейства дроздовых. Ранее считался подвидом Zoothera dauma.

## Распространение
Эндемики Западных Гат.

## Описание
Длина тела 27-31 см. Представители полов похожи друг на друга. Окраска камуфляжная, защитная. Дрозд с чёрными чешуйками на бледно-белом или желтоватом фоне. Самая яркая идентификационная особенность проявляется в полёте — чёрная полоса на белых подкрыльях, характерная также для сибирского дрозда.

### Вокализация
Песня самца представляет собой громкий, далеко разносящийся механический свист, с 5-10 секундными паузами между каждой второй длинной фразой twee … tuuu …. tuuu …. tuuu.

## Биология
Питаются насекомыми.

## Охранный статус
МСОП не признает Zoothera neilgherriensis отдельным видом, поэтому ему не присвоен охранный статус.